# 완산 군도

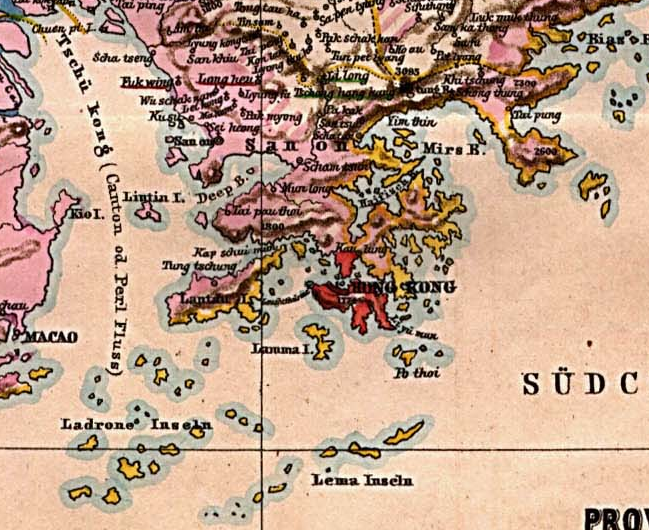
1878년 당시의 보안현의 지도.

완산 군도(중국어 간체자: 万山群岛, 정체자: 萬山群島, 병음: Wànshān qúndǎo)는 중화인민공화국 광둥성의 남부 연해에 있는 군도로, 광둥성 주하이시의 주하이 완산 해양 개발 시험구에 속해 있다. 주강 하구에서 홍콩 남부, 마카오 동부에 걸쳐 존재하는 150여개의 크고 작은 섬들로 구성되어 있으며, 이들 중 홍콩의 란터우섬과 홍콩섬, 마카오의 타이파섬과 콜로아느섬은 각각의 행정 구역에 포함된다.
완산 군도는 예로부터 화난 지방의 천연 방벽 역할을 하여 중국에 대한 외세의 침략을 막는 해상 관문으로 이용되었으며, 현재는 여름철 내륙인들의 피서지 및 관광지로 활용되어 리조트 등 각종 휴양 시설이 마련되어 있다.

## 명칭 및 역사
'완산(萬山)'의 의미는 무수히 많은 섬으로 구성되어 있는 군도라는 뜻이며, 고대 당시부터 인구가 한적한 지역으로 알려져 있다. 이후 16세기 포르투갈인들에 의해 발견되었으며, 당시 주강 하구의 해상 무역이 활발하여 명나라와 청나라 시기에 해적들이 완산 군도에 은신처를 만들어 활동하였기에 포르투갈어로 '도둑 군도'라는 의미의 라드룡이스 군도(포르투갈어: Ilhas dos Ladrões)라고 불렸다.
이후 청나라 당시 치아오섬과 마카오 동부의 완산 군도는 보안현에 소속되었으며, 1898년 대영 제국이 청나라와 홍콩 할양 문제를 놓고 《홍콩 영토 확장 조약》을 체결할 당시 완산 군도 또한 대영 제국의 지배하에 놓이게 되었다. 하지만 홍콩과 거리가 멀어 통제가 어려운 점 등으로 인해 계속 청나라의 실효 통치를 받게 되었으며, 보안현과는 별개의 행정 구역으로 재편되었다.
그 뒤 중화민국이 성립된 이후에는 광저우군정부(廣州軍政府)와 국민정부(國民政府)가 관리하였으며, 다시 보안현의 일부로 편입되었다.
1949년 말에 광둥성 일대가 중국 인민해방군에 차례로 점령되자 중화민국 국군은 완산 군도에 병력을 집중시켰으며, 1950년 5월 25일 중국 인민해방군이 완산 군도를 공격하기 위해 상륙을 감행하여 완산 군도 해전이 발발하였다. 전쟁은 같은 해 6월 27일에 중국 인민해방군의 승리로 종료되었으며, 중국 공산당은 완산 군도 및 광둥성 연안의 섬들에 대한 지배권을 확보하였다. 중국 공산당은 관리상의 편의를 위해 완산 군도를 보안현(현 선전시)가 아닌 주해현(현 주하이시)에 편입시켰으며, 이 중 와이링딩섬은 2009년 다시 선전시의 관할로 들어가게 되었다.

## 주요 도서
- 다완산섬 (중국어 간체자: 大万山岛, 정체자: 大萬山島, 병음: Dàwànshān dǎo)
- 샤오완산섬 (중국어 간체자: 小万山岛, 정체자: 小萬山島, 병음: Xiǎowànshān dǎo)
- 둥아오섬 (중국어 간체자: 东澳岛, 정체자: 東澳島, 병음: Dōngào dǎo)
- 구이산섬 (중국어 간체자: 桂山岛, 정체자: 桂山島, 병음: Guìshān dǎo)
- 와이링딩섬 (중국어 간체자: 外伶仃岛, 정체자: 外伶仃島, 병음: Wàilíngdīng dǎo)
- 단간 열도 (중국어 간체자: 担桿列岛, 정체자: 擔桿列島, 병음: Dàngǎn lièdǎo)
- 자펑 열도 (중국어 간체자: 佳蓬列岛, 정체자: 佳蓬列島, 병음: Jiāpéng lièdǎo)
- 싼먼 열도 (중국어 간체자: 三门列岛, 정체자: 三門列島, 병음: Sānmén lièdǎo)
- 아이저우 열도 (중국어 간체자: 隘洲列岛, 정체자: 隘洲列島, 병음: Àizhōu lièdǎo)

## 같이 보기
- 완산 군도 전역